# بوهریم

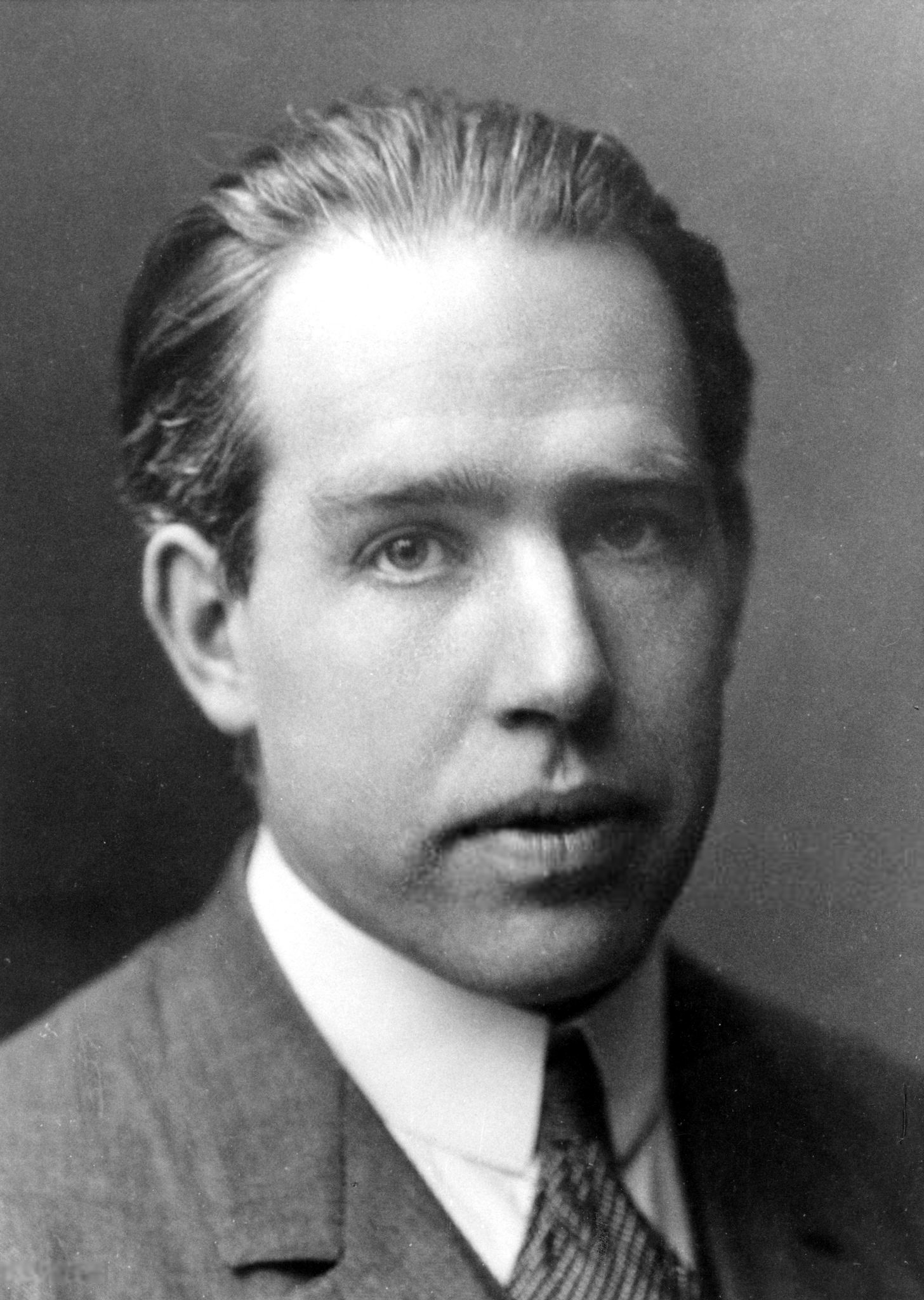
این عنصر ابتدا با نام نیلزبوریم (Nielsbohrium) و نماد Ns شناخته می‌شد. بعدها آیوپاک نام و نماد آن را به بوهریم (Bohrium) و نماد Bh تغییر داد.

بوهریم یا بوریم (به انگلیسی: Bohrium) از عنصرهای شیمیایی جدول تناوبی است که در آزمایشگاه و به دست بشر ساخته شده و در طبیعت، به صورت طبیعی به دلیل ناپایداری بسیار بالا موجود نمی‌باشد. نشانه کوتاه آن {\displaystyle {\ce {Bh}}} و عدد اتمی آن ۱۰۷ است. این عنصر به افتخار نیلز بور، دانشمند هسته‌ای و برنده جایزه نوبل، نام‌گذاری شده‌است. در سال ۱۹۷۶، دانشمندان روسی در دوبنا اعلام کردند که با بمباران {\displaystyle {\ce {^{204}Bi}}} با هسته‌های سنگین {\displaystyle {\ce {^{54}Cr}}}، عنصر ۱۰۷ را ساخته‌اند. این گزارش‌ها اعلام کردند که آزمایش‌های ۱۹۷۵ به دانشمندان امکان داده که عنصر جدیدی را بسازند. سیلندری که به سرعت می‌چرخد، با لایه نازکی از فلز بیسموت پوشیده می‌شود و به عنوان هدف به کار می‌رود. این هدف با جریانی از یون‌های کروم-۵۴ بمباران می‌شود. وجود عنصر ۱۰۷ توسط گروهی از فیزیکدانان آلمان غربی که در آزمایشگاه تحقیقاتی دارمستات کار می‌کردند تأیید شد و شش هسته عنصر ۱۰۷ را شناسایی و تهیه کردند.

## عنصر بوهریم در طبیعت
بوهریم آن قدر ناپایدار است که هر مقداری از آن تشکیل شود، به سرعت به عناصر دیگر تبدیل می‌شود؛ بنابراین نمی‌تواند به‌طور طبیعی اثرات و خطراتی را بر روی سلامتی بر جای بگذارد. همچنین به علت نیمه عمر بسیار کوتاه بوهریم (حدود ۰٫۴۴ ثانیه)، به صورت طبیعی بوهریم اثرات زیست‌محیطی نمی‌تواند داشته باشد.
| رنگ پس‌زمینه سن کشف را نشان می‌دهد:                                        |                                   |                                 | |                                                |                                                                                           |                       |
| روزگار باستان تا قرون وسطی                                               | قرون وسطی–۱۷۹۹                    | ۱۸۰۰–۱۸۴۹                       | ۱۸۵۰–۱۸۹۹ | ۱۹۰۰–۱۹۴۹                                      | ۱۹۵۰–۱۹۹۹                                                                                 | تا ۲۰۰۰               |
| (۱۲ عنصر) روزگار باستان تا قرون وسطی: تا قرون وسطی اکتشاف‌ها ثبت نشده‌است. | (۲۲ عنصر) اکتشافات در عصر روشنگری | (۲۵ عنصر) انقلابات علمی و صنعتی | (۲۴ عنصر) عصر طبقه‌بندی عناصر; استفاده از تکنیک‌های تجزیه و تحلیل طیف: بیسبودرن، روبرت بونزن، ویلیام کروکز، کیرشهف و دیگران | (۱۴ عنصر) توسعه تئوری کوانتوم و مکانیک کوانتوم | (۱۶ عنصر) بعد از پروژه منهتن، سنتز اعداد اتمی ۹۸ و بالاتر (برخورددهنده‌ها، روش‌های بمباران) | (۵ عنصر) سنتزهای اخیر |

| رنگ عدد اتمی فازهای ماده را (در شرایط استاندارد دما و فشار) نشان می‌دهد: | black=جامد | green=مایع | red=گاز | grey=Unknown |  |

| کناره فراوانی طبیعی عنصر را نشان می‌دهد: | دیرینه | از واپاشی | مصنوعی |  |

| رنگ پس‌زمینه سن کشف را نشان می‌دهد:                                        |                                   |                                 | |                                                |                                                                                           |                       |
| روزگار باستان تا قرون وسطی                                               | قرون وسطی–۱۷۹۹                    | ۱۸۰۰–۱۸۴۹                       | ۱۸۵۰–۱۸۹۹ | ۱۹۰۰–۱۹۴۹                                      | ۱۹۵۰–۱۹۹۹                                                                                 | تا ۲۰۰۰               |
| (۱۲ عنصر) روزگار باستان تا قرون وسطی: تا قرون وسطی اکتشاف‌ها ثبت نشده‌است. | (۲۲ عنصر) اکتشافات در عصر روشنگری | (۲۵ عنصر) انقلابات علمی و صنعتی | (۲۴ عنصر) عصر طبقه‌بندی عناصر; استفاده از تکنیک‌های تجزیه و تحلیل طیف: بیسبودرن، روبرت بونزن، ویلیام کروکز، کیرشهف و دیگران | (۱۴ عنصر) توسعه تئوری کوانتوم و مکانیک کوانتوم | (۱۶ عنصر) بعد از پروژه منهتن، سنتز اعداد اتمی ۹۸ و بالاتر (برخورددهنده‌ها، روش‌های بمباران) | (۵ عنصر) سنتزهای اخیر |

| رنگ عدد اتمی فازهای ماده را (در شرایط استاندارد دما و فشار) نشان می‌دهد: | black=جامد | green=مایع | red=گاز | grey=Unknown |  |

| کناره فراوانی طبیعی عنصر را نشان می‌دهد: | دیرینه | از واپاشی | مصنوعی |  |

1. ↑  Johnson, E.; Fricke, B.; Jacob, T.; Dong, C. Z.; Fritzsche, S.; Pershina, V. (2002). "Ionization potentials and radii of neutral and ionized species of elements 107 (bohrium) and 108 (hassium) from extended multiconfiguration Dirac–Fock calculations". The Journal of Chemical Physics. 116 (5): 1862–1868. Bibcode:2002JChPh.116.1862J. doi:10.1063/1.1430256.
2. 1 2